# Флоренс (Кентуккі)
Флоренс (англ. Florence) — місто (англ. city) в США, в окрузі Бун штату Кентуккі. Населення — 31 946 осіб (2020).

## Географія
Флоренс розташований за координатами 38°59′14″ пн. ш. 84°38′49″ зх. д. / 38.98722° пн. ш. 84.64694° зх. д. (38.987219, -84.647016).  За даними Бюро перепису населення США в 2010 році місто мало площу 26,81 км², з яких 26,69 км² — суходіл та 0,11 км² — водойми.

## Демографія
Згідно з переписом 2010 року, у місті мешкала 29 951 особа в 12 493 домогосподарствах у складі 7608 родин. Густота населення становила 1117 осіб/км².  Було 13447 помешкань (502/км²).
Расовий склад населення:
| - 87,1 % — білих - 4,5 % — чорних або афроамериканців - 3,0 % — азіатів - 0,2 % — вихідців з тихоокеанських островів - 0,2 % — корінних американців - 2,6 % — осіб інших рас |

До двох чи більше рас належало 2,3 %. Частка іспаномовних становила 5,5 % від усіх жителів.
За віковим діапазоном населення розподілялося таким чином: 24,6 % — особи молодші 18 років, 62,3 % — особи у віці 18—64 років, 13,1 % — особи у віці 65 років та старші. Медіана віку мешканця становила 35,2 року. На 100 осіб жіночої статі у місті припадало 92,1 чоловіків;  на 100 жінок у віці від 18 років та старших — 88,9 чоловіків також старших 18 років.
Середній дохід на одне домашнє господарство  становив 65 525 доларів США (медіана — 52 053), а середній дохід на одну сім'ю — 77 530 доларів (медіана — 64 171). Медіана доходів становила 45 349 доларів для чоловіків та 36 656 доларів для жінок. За межею бідності перебувало 9,8 % осіб, у тому числі 14,3 % дітей у віці до 18 років та 9,0 % осіб у віці 65 років та старших.
Цивільне працевлаштоване населення становило 15 883 особи. Основні галузі зайнятості: освіта, охорона здоров'я та соціальна допомога — 19,8 %, виробництво — 14,5 %, роздрібна торгівля — 13,5 %.